# Dong Zhao (Tres Regnes)
En aquest nom xinès, el cognom és Dong.
Dong Zhao （156-236 EC）, nom estilitzat Gongren (公仁), un nadiu de Dingtao, va ser un polític del període de la tardana Dinastia Han Oriental de la història xinesa. Va servir al senyors de la guerra Yuan Shao i Zhang Yang abans d'entrar a servir a Cao Cao i per consegüent serví a l'estat de Cao Wei durant el període dels Tres Regnes.

## Biografia

### Sota Yuan Shao
Dong Zhao era un xiaolian i va exercir com a funcionari del comtat en els seus primers anys sota Yuan Shao abans que fos promogut a assessor militar. Va ser designat com a oficial de govern de diverses prefectures i comandàncies dins del territori de Yuan Shao i les va governar també. Això no obstant, Yuan Shao va sentir rumors calumniosos i va començar a dubtar de la lleialtat de Dong Zhao cap a ell. Dong Zhao tenia por que Yuan Shao pogués matar-lo i va fugir.